# ソンギュ
ソンギュ（朝: 김성규、中: 金圣圭、1989年4月28日 - ）は、韓国の歌手、俳優である。INFINITEのメンバーである。本名はキム・ソンギュ。血液型A型、身長178cm。

## 来歴
- 2010年6月9日、INFINITEのメンバーとしてデビュー。
- 2012年11月19日、ミニアルバム「Another Me」を発売。ソロ活動を開始。
- 2013年、大慶大学実用音楽科を卒業。
- 2018年5月5日～7日、韓国・ソウルで初のソロコンサート「SHINE」を開催[1]。
- 2018年5月14日、陸軍第22師団新兵教育大隊に現役入隊[2][3]。
- 2020年1月8日、除隊。1300人ものファンとミニファンミーティングを開催[4]。
- 2020年2月、除隊後初となる単独公演「SHINE ENCORE」を韓国と日本で開催[5]。新型コロナウイルス拡大の影響により台北公演は延期となった。
- 2020年12月14日、3rdミニアルバム「INSIDE ME」を発売[6]。中国最大の音楽配信サイトQQ MUSICの急上昇チャートに全曲がランクイン。
- 2021年3月6日、Woollimエンターテインメントとの専属契約が終了[7]。
- 2021年3月29日、「Won't Forget You」を発売[8][9]。

## ディスコグラフィー

### OST
- 「Beautiful」（2020年6月10日）- tvN「オー・マイ・ベイビー」OST Part.5[10]

### コラボレーション
- 「What You Want」- Kanto（feat. ソンギュ）（2013年10月25日）
- 「RE:나에게（RE：僕に）」 - ユン・サン（Duet With キム・ソンギュ）（2014年12月11日）ユン・サンのミニアルバム「THE DUETS PART1」収録曲
- 「드라마（ドラマ）」- Primary（feat. ソンギュ）（2017年8月30日）Primaryのアルバム「POP」の収録曲
- 「Relay」-「With Woollim」プロジェクト（2020年5月31日）[11]

### ミュージックビデオ
| 年     | M/V |
| ------ | --- |
| 2012年 | - 60초（60秒） - 60초 (Band ver.)（60秒） - I Need You                                                                   |
| 2015年 | - 너여야만 해（The Answer / 君じゃなきゃいけない） - Kontrol                                                             |
| 2018年 | - True Love - 머물러줘 (SHINE Live ver.) - Sorry                                                                         |
| 2020年 | - I'm Cold - I'm Cold (LIVE CLIP) - 안녕 (Fade) (LIVE CLIP) - Room (LIVE CLIP) - DIVIN' (LIVE CLIP) - Climax (LIVE CLIP) |
| 2021年 | - HUSH |

## 公演
- KIM SUNG KYU mini live＆fanmeeting 2017 in JAPAN（2017年9月28日、29日・Zepp Tokyo/10月4日・Zepp Namba）[12]
- KIM SUNG KYU MINI LIVE ＆ FANMEETING 2017 IN TAIPEI（2017年11月19日・Legacy Max）[13]
- KIM SUNG KYU 1st Solo Concert 'SHINE'（2018年5月5日、6日、7日・慶煕大学 平和宮殿）
- KIM SUNG KYU Solo Concert 'SHINE ENCORE'（2020年2月7日、8日、9日・オリンピック公園 SKオリンピックハンドボール競技場）[14]
- KIM SUNG KYU Solo Concert 'SHINE ENCORE' in JAPAN（2020年2月22日、23日・豊洲PIT）[5]
- KIM SUNG KYU ONTACT CONCERT–THE DAY（2020年11月15日・オンライン開催）[15]

その他
- KCON 2016 Japan（2016年4月9日・幕張メッセ）

## 出演

### TV
- 「ガールスピリット」（JTBC、2016年）[16]
- 「シングデレラ」（チャンネルA、2017年）[17]

### ミュージカル
- 2012年「光化門恋歌」- ジヨン役
- 2014年「ヴァンパイア」- ヴァンパイア役
- 2015年「イン・ザ・ハイツ」- ベニ役[18]
- 2016年「ALL SHOOK UP」- エルヴィス役
- 2017年「光化門恋歌」- ミョンウ役
- 2018年「新興武官学校」- チ・チョンチョン役[19]
- 2020年「キンキーブーツ」- チャーリー役[20]

### 演劇
- 2018年「アマデウス」- モーツァルト役

## 受賞歴

### 音楽番組
| 年     | 楽曲                                | 音楽番組 1位獲得 | 音楽番組 1位獲得           | 音楽番組 1位獲得 |
| ------ | ----------------------------------- | ---------------- | -------------------------- | ---------------- |
| 2015年 | 너여야만 해（君じゃなきゃいけない） | 5月19日          | SBS MTV「THE SHOW」        | [ 21 ]           |
| 2015年 | 너여야만 해（君じゃなきゃいけない） | 5月23日          | MBC「ショー! 音楽の中心」  | [ 22 ]           |
| 2018年 | True Love                           | 3月6日           | SBS MTV「THE SHOW」        | [ 23 ] [ 24 ]    |
| 2018年 | True Love                           | 3月9日           | KBS2「ミュージックバンク」 | [ 25 ]           |